# Olavi Kaskisuo
Olavi Kaskisuo (18. ledna 1942 – 30. ledna 2024) byl finský novinářský fotograf, známý svými fotografiemi osobností veřejného života v časopisech od 60. do 80. let.

## Životopis
Olavi Kaskisuo byl klíčovou postavou u zrodu finské kultury celebrit v době, kdy společnost začala systematicky sledovat mimo jiné popové zpěváky, televizní osobnosti a politiky v naději na lahodná zpravodajská témata. Dalším způsobem, který Kaskisuo preferoval, bylo domluvit se s cílovou osobou předem na příběhu a souvisejících fotografiích. Kaskisuovy nápady na reklamní triky zahrnovaly fingovanou sebevraždu zpěváka Kristiana a oběšení na kříži, zinscenované utonutí zpěváka Salomona a svatbu Anity Hirvonen a Harriho Piitulainena, která byla prodána výhradně novinám zastupující Kaskisua. Nové popové hvězdy se rodily tak, že se mladý zpěvák Monsieur Mossen nechal zkrášlit a pěkně obléknout a fotografovali portréty na speciálním místě.  Monsieur Mosse také dával Kaskisuovi tipy ohledně témat na základě drbů, které slyšel v práci.
Kaskisuo byl známý jako standardní fotograf Dannyho a dalších umělců D-Tuotano, i když ostatní fotografové měli problém je nasnímat. Pro tuto dobrou zprávu vybral Suomen Lehtikuvaajat Dannyho jako příjemce ceny „Citron roku 1968“, jako ironické uznání jeho „úsilí ztížit práci novinářských fotografů“. 
Na konci šedesátých let byl Kaskisuo zapojen do družstva Finnseven založeného sedmi novinářskými fotografy, které sdílelo studio a fotografickou agenturu. Dalšími členy spolku Finnseven byli C. G. Hagström, Timo Kirves, Aulis Nyqvist, Christian Runeberg a Seppo Saves a na jeden rok Caj Bremer, kterého nahradil Martti Brandt.
V roce 2006 Nina af Enehjelm zpracovala Kaskisuovy fotografie a příběhy do knihy Poppareita, sankareita ja kaunottaria: Olavi Kaskisuo ja Suomen julkkishistorian villit vuodet (Popové hvězdy, hrdinové a krásky: Olavi Kaskisuo a divoká léta historie finských celebrit, Minerva 2006). 

## Galerie

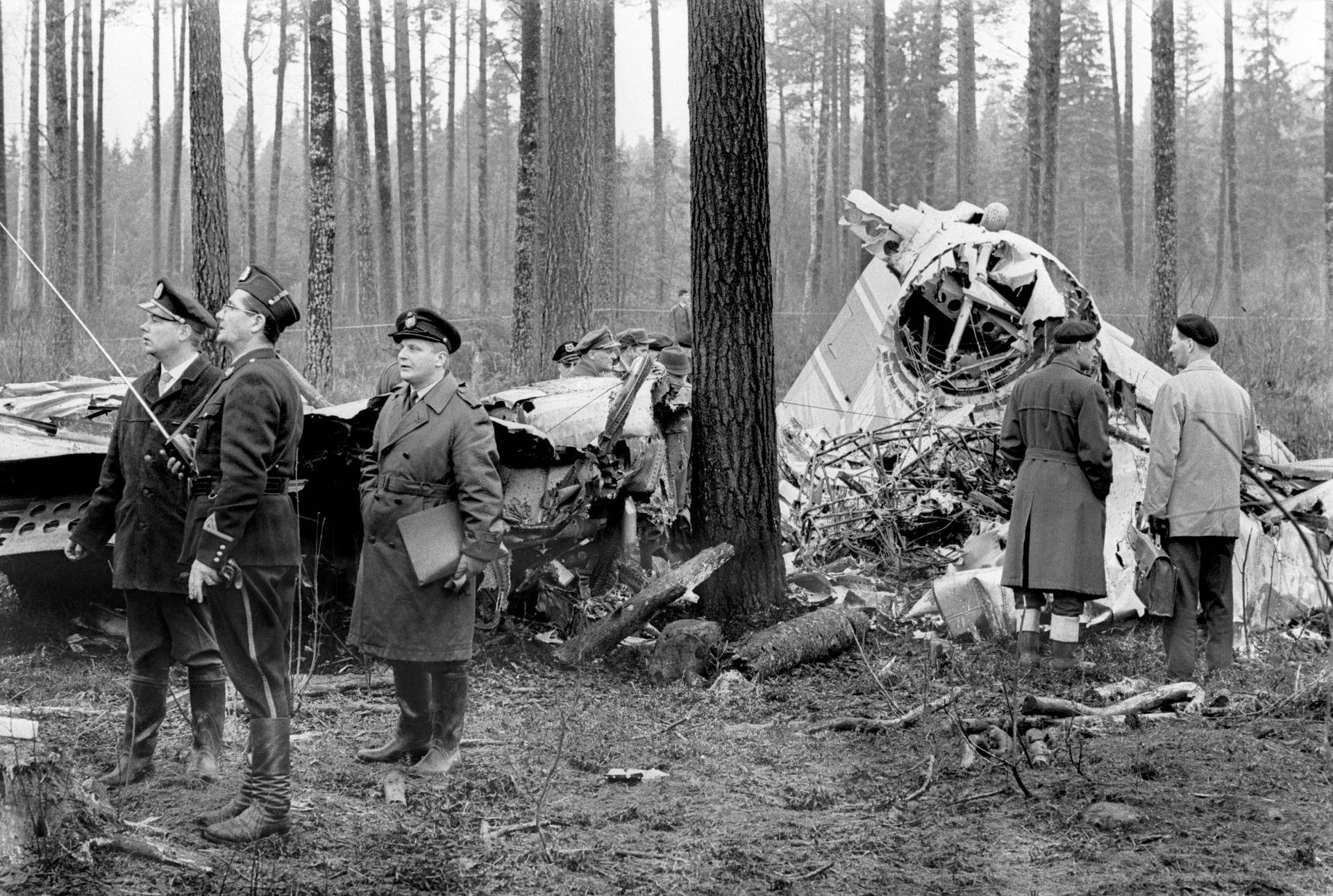
Fotografie úředníků prohlížejících vrak letadla Douglas C-47A-35-DL (DC-3, OH-LCA) Aero poblíž letiště Mariehamn v Jomale, Åland, Finsko po nehodě AY311. 1968.
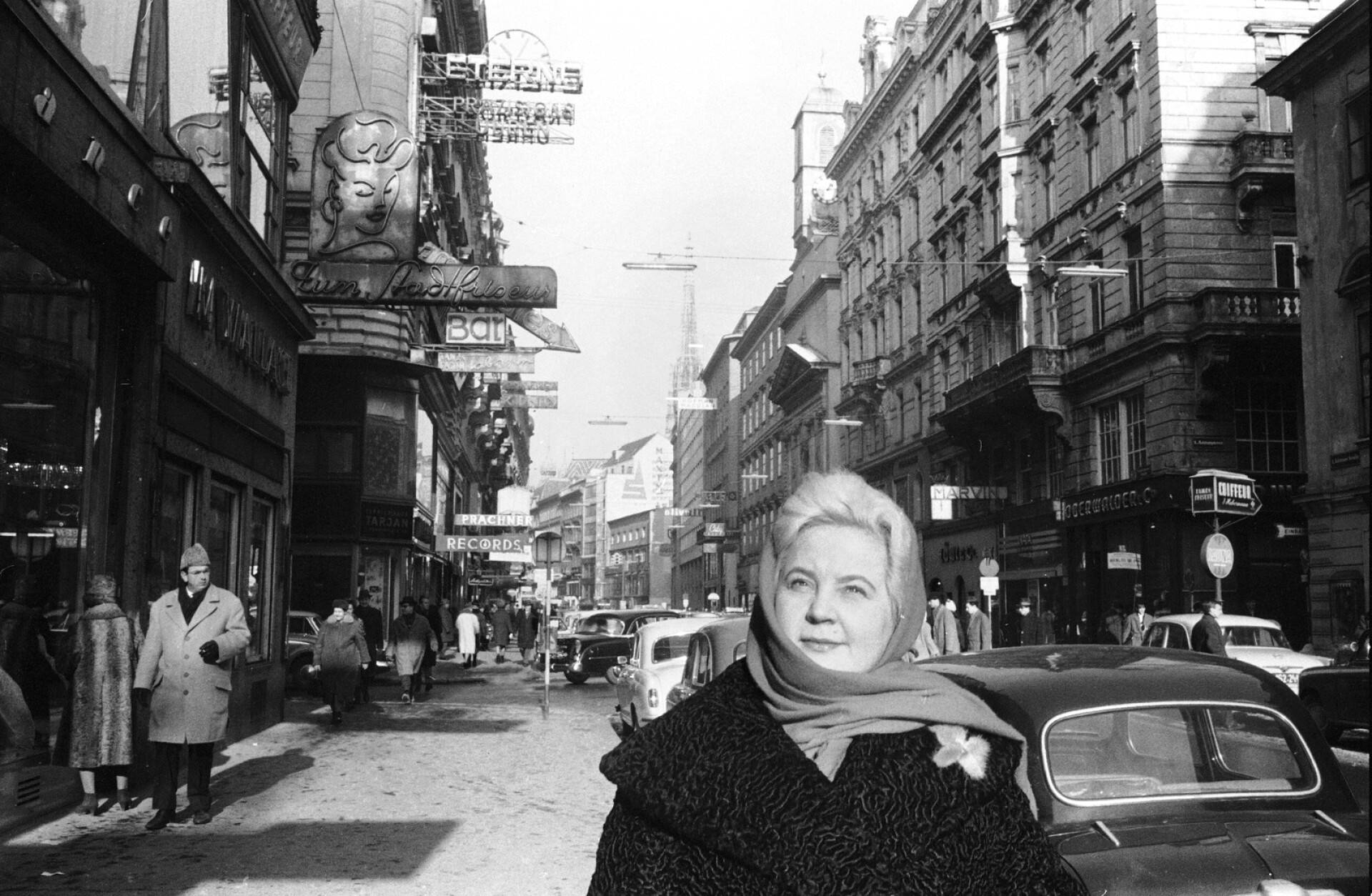
Anita Valkki, 1963
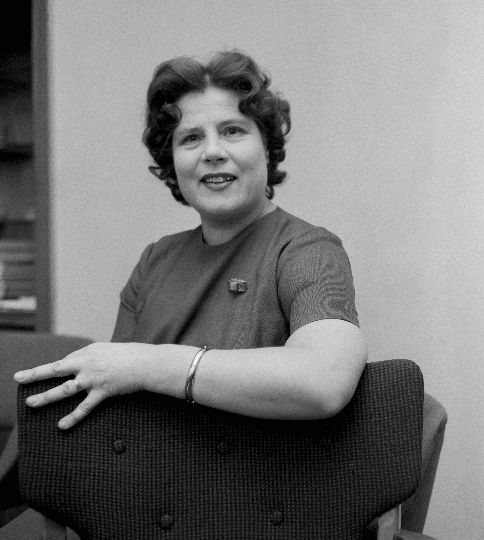
Anna Mutanen, 1961
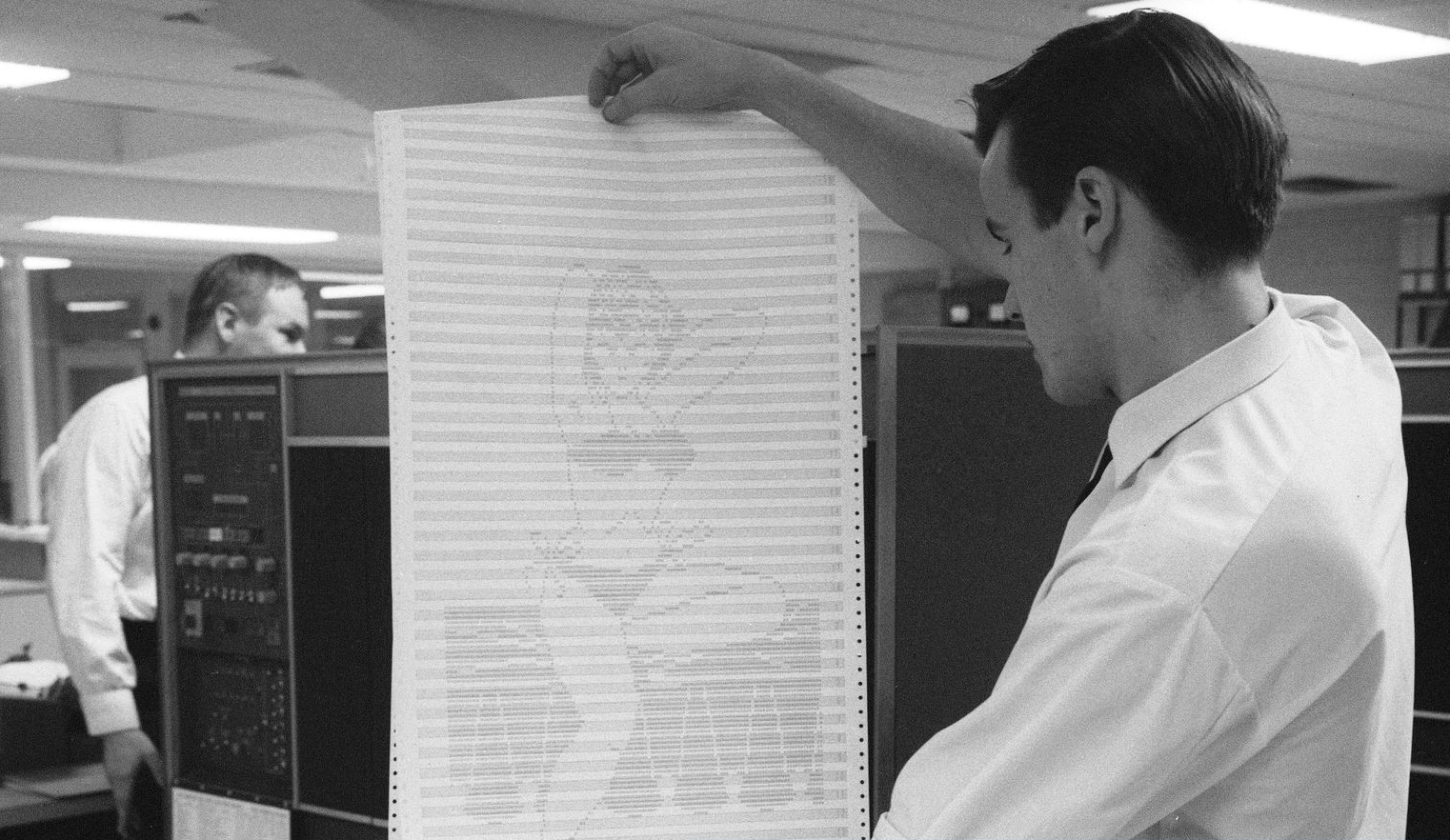
Jedno z prvních uměleckých děl ASCII art
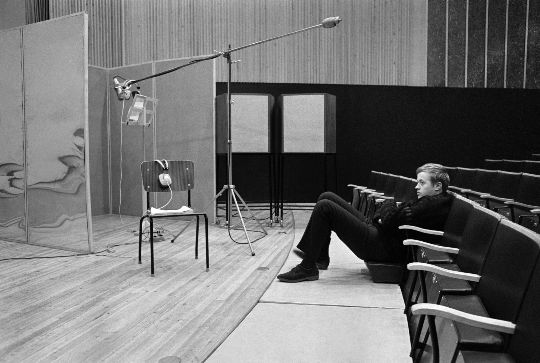
Esko Linnavalli, 1966
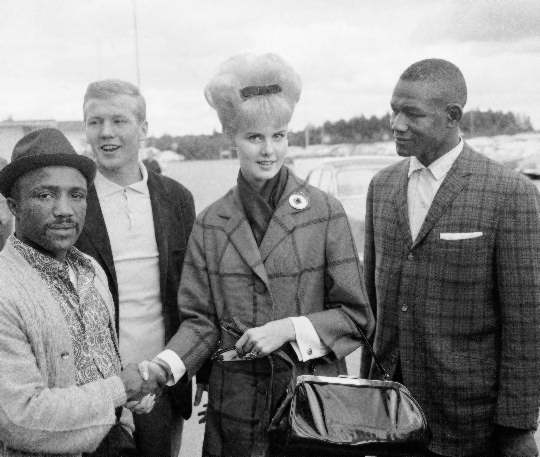
Moore Purhonen Leskinen Cotton, 1962
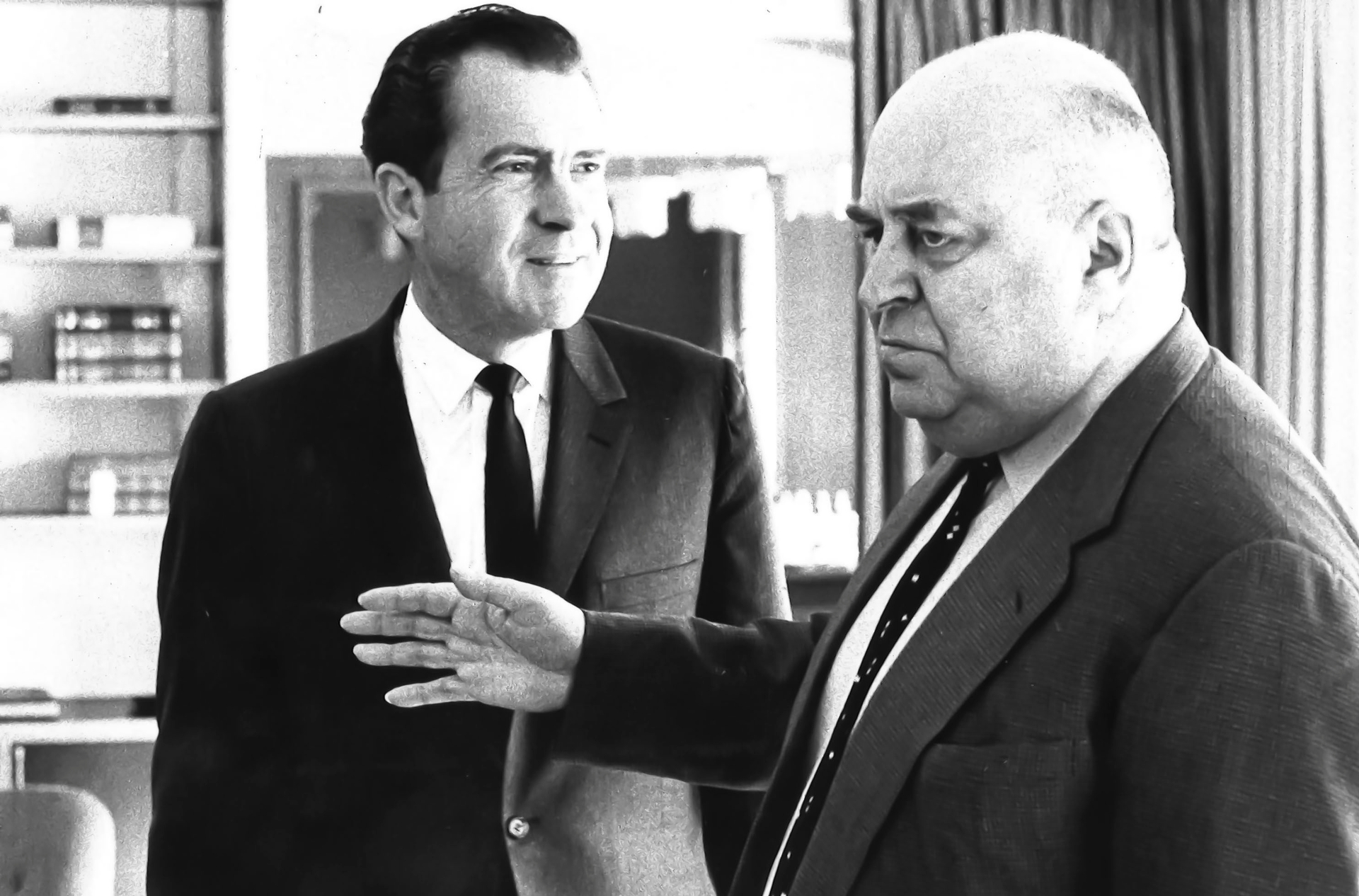
Nixon Walden, 1965
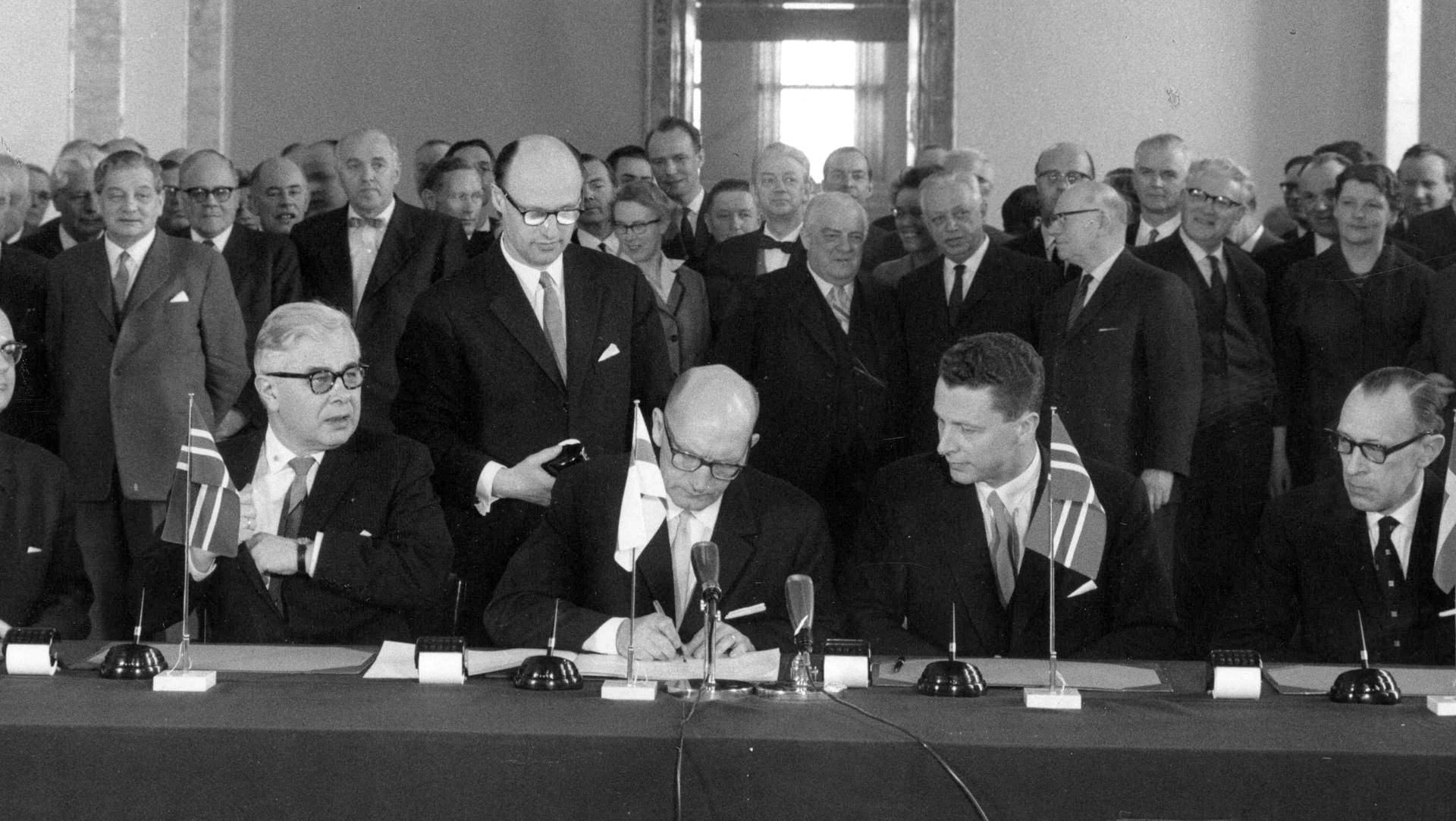
Nordic Treaty, 1962
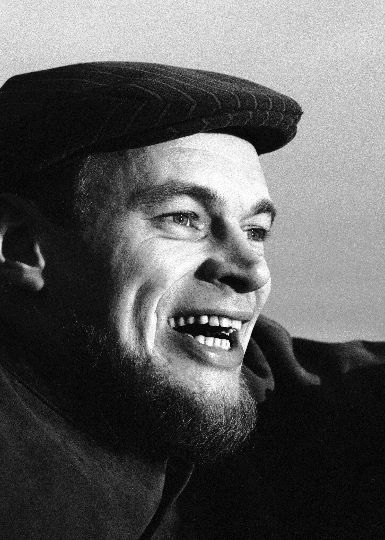
Pertti Pasanen, 1964
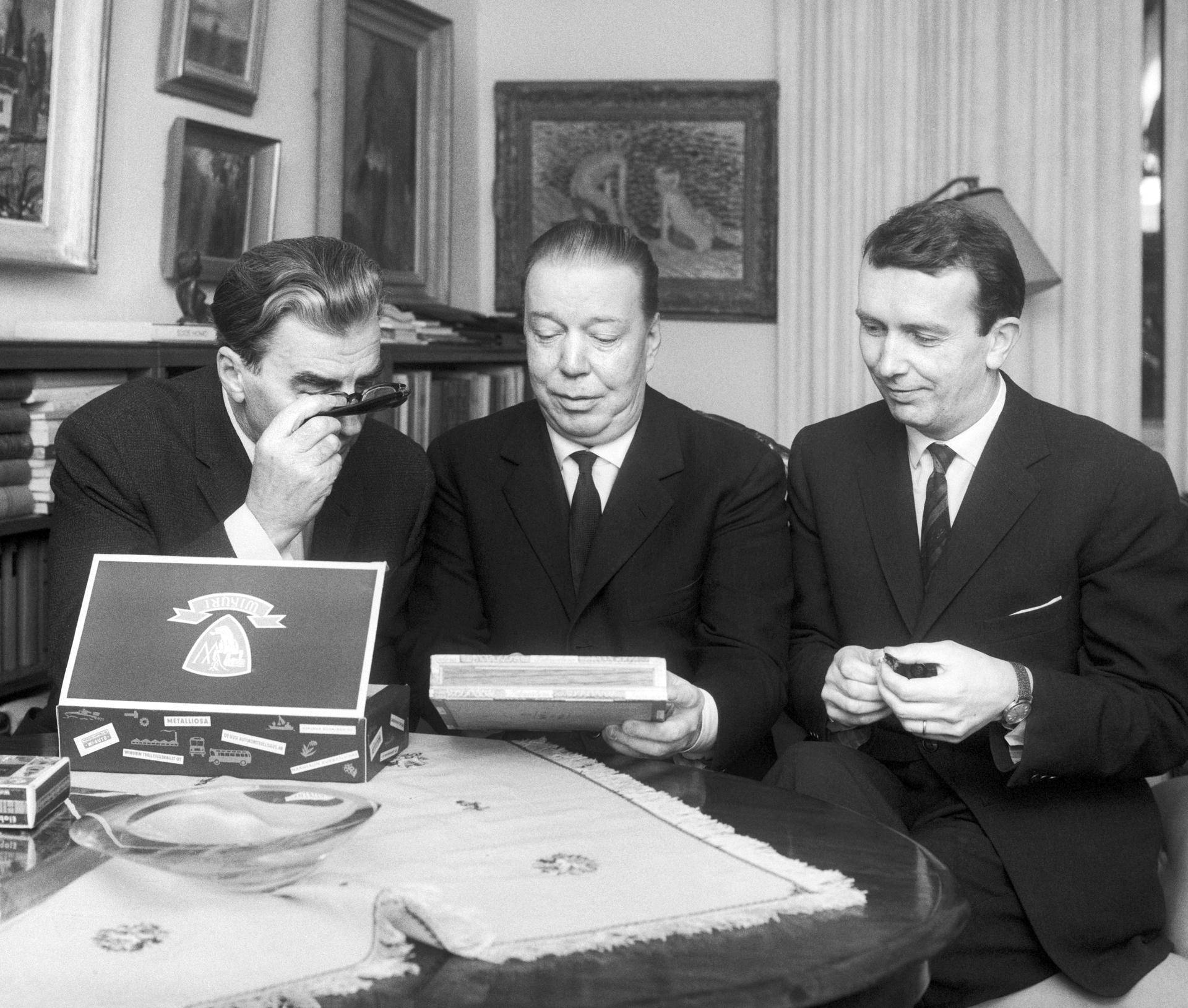
Rinne Waltari Kassila, 1962
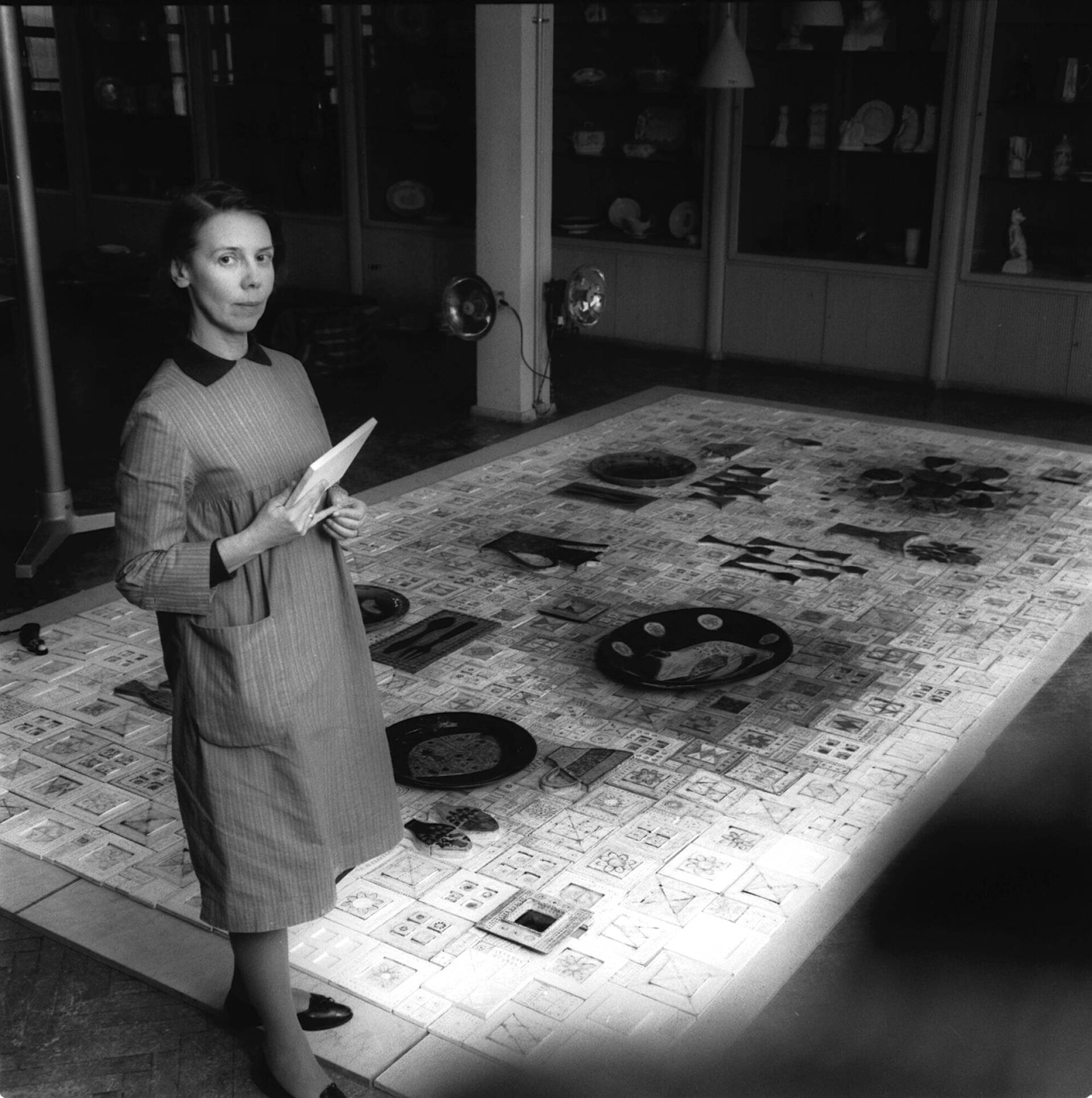
Rut Bryk, 1961
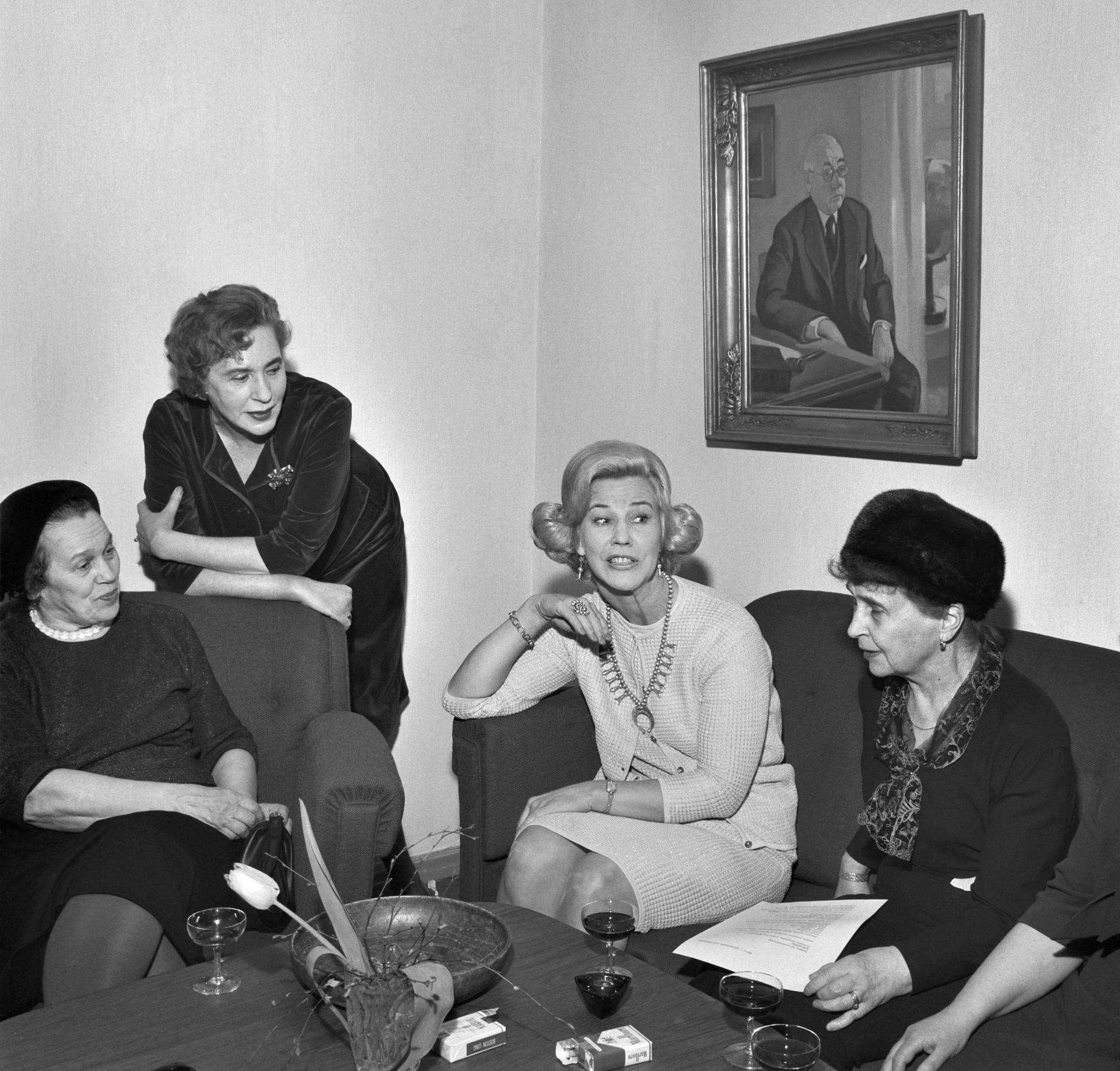
Sylvi Kekkonen a spisovatelé, 1962
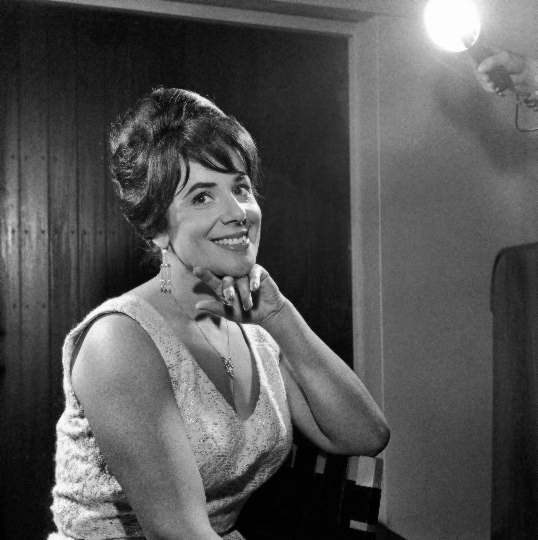
Tabe Slioor, 1961
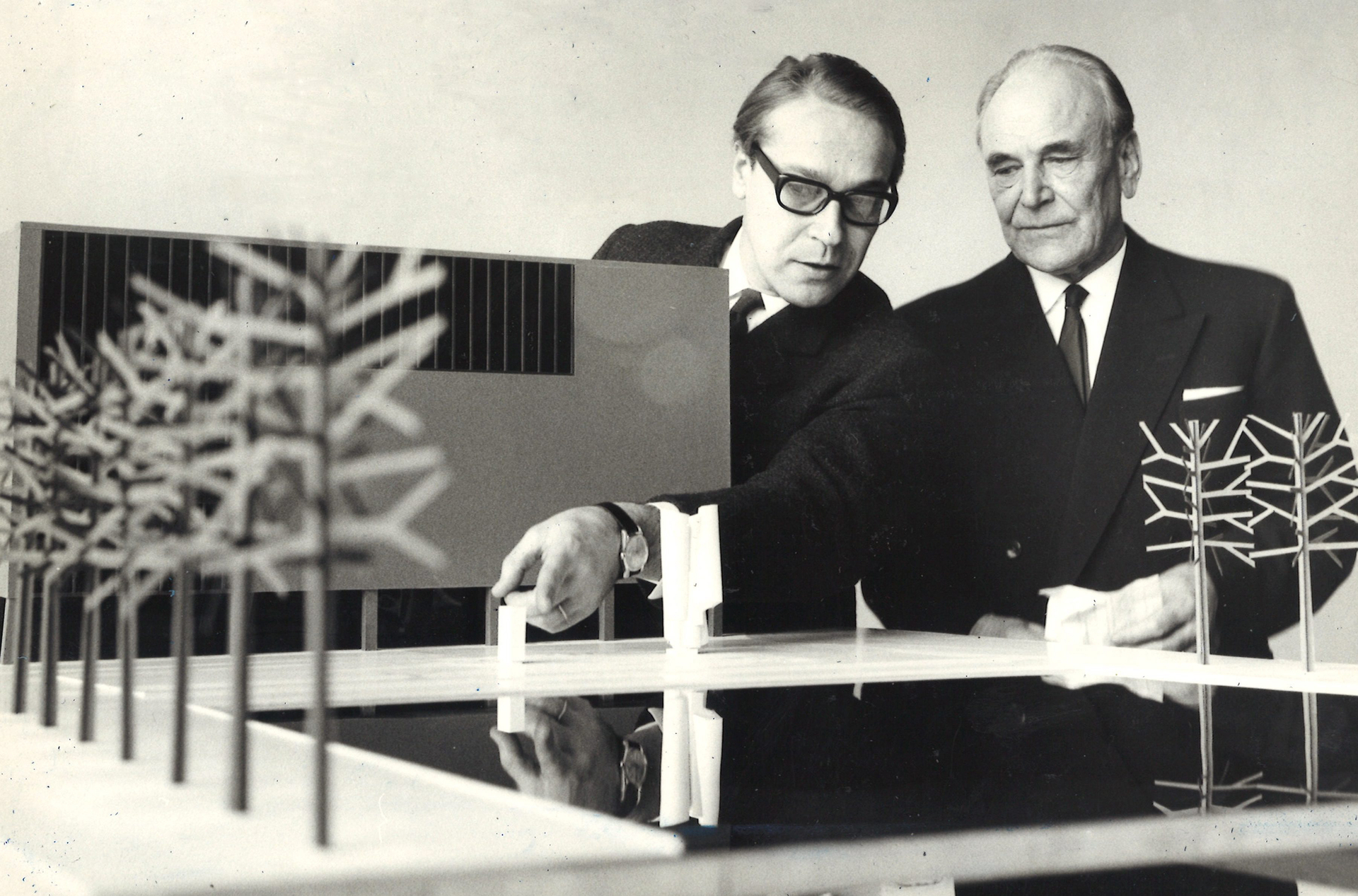
Utriainen Wuorenrinne
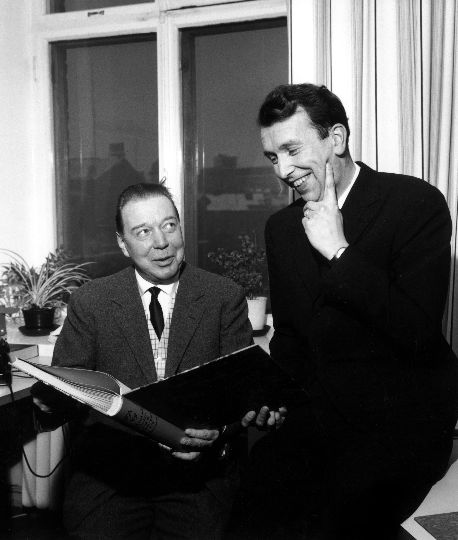
Waltari Kassila, 1962